# Aeroportul Maués
Aeroportul Maués (IATA: MBZ, ICAO: SWMW) este un aeroport din Maués, Amazonas, Brazilia ce deservește zona Maués. Aeroportul a fost tranzitat în 2022 de 1.926 de pasageri. A fost numit după zona deservită.
Situat la o altitudine de 21 m, aeroportul dispune de 1 pistă.

## Infrastructură

### Piste
Aeroportul dispune de o singură pistă. Pista 1/19 are suprafața de asfalt și dimensiunile 1.200 m × 30 m. 